# Mandirancan (Mandirancan)
Mandirancan is een bestuurslaag in het regentschap Kuningan van de provincie West-Java, Indonesië. Mandirancan telt 2647 inwoners (volkstelling 2010).